# Furacão Agatha
O furacão Agatha foi o ciclone tropical mais forte a atingir a costa do Pacífico do México no mês de maio desde que os registros começaram em 1949. Foi o primeiro sistema nomeado e o primeiro furacão da temporada de furacões do Pacífico de 2022.
Agatha originou-se de uma cavado de superfície ao sul do Golfo de Tehuantepec. Ele se organizou firmemente em uma depressão tropical no início de 28 de maio e em poucas horas se intensificou na tempestade tropical Agatha. Em meio a condições ambientais favoráveis, um dia depois o ciclone passou por rápida intensificação, fortalecendo-se em um furacão de categoria 2 e atingindo ventos sustentados de 175 km/h. Embora a tempestade tenha se movido para oeste-noroeste no início, ela se curvou para nordeste em resposta ao enfraquecimento da alta pressão sobre o México. Na tarde de 30 de maio, o furacão atingiu a costa a oeste de Puerto Ángel, Oaxaca, com ventos ligeiramente mais fracos de 105 km/h.
Agatha enfraqueceu rapidamente enquanto se movia para o interior e logo se dissipou. As fortes chuvas trazidas pela tempestade provocaram deslizamentos de terra e inundações repentinas, matando pelo menos 9 pessoas e deixando 6 desaparecidos em Oaxaca.

## História da tormenta e trajetória
Em 22 de maio, o Centro Nacional de Furacões (NHC), subsidiária da NOAA, começou a monitorar uma área de baixa pressão localizada a várias centenas de quilômetros da costa sudoeste da costa do México. Às 06:00 UTC de 26 de maio, as chuvas e trovoadas da perturbação começaram a mostrar alguns sinais de organização, enquanto localizadas a algumas centenas de quilômetros ao sul do Golfo de Tehuantepec. Às 23:16 UTC de 26 de maio, imagens de satélite visíveis indicaram que um amplo sistema de baixa pressão se formou em associação com o clima perturbado. Às 03:00 UTC de 28 de maio, o sistema alcançou organização convectiva suficiente para ser designado como depressão tropical, sendo designada 01E, a primeira depressão da temporada de furacões do Pacífico nordeste de 2022. A depressão se fortaleceu na Tempestade Tropical Agatha por volta das 09:00 UTC do mesmo dia, enquanto se concentrava em cerca de 220 mi (355 km) sul-sudoeste de Puerto Ángel, Oaxaca. Agatha continuou a se organizar com base em imagens de satélite, com formação de bandas curvas.
Mais tarde, uma explosão de convecção se formou perto do centro, e imagens de micro-ondas revelaram que Agatha havia melhorado sua estrutura convectiva e alinhado melhor sua circulação de baixo nível. O NHC avaliou que o sistema se fortaleceu em um furacão de categoria 1 na escala Saffir-Simpson às 12:00 UTC de 29 de maio. Agatha estava localizada na temperatura da superfície do mar quente de cerca de 30 °C (86 °F) com cisalhamento de vento muito baixo e começou a se intensificar rapidamente. Às 21:00 UTC, Agatha foi atualizado para um sistema de categoria 2, pois a aeronave Hurricane Hunter relatou ter encontrado ventos de pico de 110 mph (175 km/h) e uma pressão barométrica mínima de 964 hectopascais (28,37 inHg), mantendo sua intensidade.
A rápida intensificação de Agatha pareceu se estabilizar nas primeiras horas de 30 de maio, e o furacão começou uma virada antecipada para o nordeste. Mais tarde naquele dia, quando o núcleo do sistema se aproximou da costa do México, a apresentação do satélite da tempestade mostrou indícios de um olho aparecendo ocasionalmente dentro do denso nublado central, e a convecção permaneceu bastante profunda e simétrica ao redor do centro. Agatha desembarcou perto de Puerto Ángel, Oaxaca, às 21:00 UTC de 30 de maio, com ventos sustentados de 105 mph (165 km/h), tornando-se o furacão mais forte no Pacífico já registrado no início do ano. No interior, o sistema moveu-se para o nordeste e enfraqueceu para um furacão de categoria 1 às 00:00 UTC de 31 de maio. Agatha enfraqueceu para uma tempestade tropical três horas depois, e depois para uma depressão tropical às 12:00 UTC do mesmo dia. Logo depois, Agatha degenerou em uma baixa remanescente à medida que sua circulação de baixo nível se dissipou sobre o terreno montanhoso do sul do México.

## Estragos causados por Agatha

Imagem de GIF do furacão Agatha chegando perto de Puerto Ángel na cidade de Oaxaca, em 30 de maio

O governo mexicano emitiu um Alerta de Furacão em 28 de maio para áreas ao longo da costa de Oaxaca entre Salina Cruz e Lagunas de Chacachua, com alertas de furacão adjacentes e alertas de tempestade tropical e alertas postados a leste e oeste da área de alerta. Os governos dos estados de Oaxaca e Guerrero emitiram Advertências; em Oaxaca, funcionários do estado emitiram Alertas para as áreas litorâneas e suspenderam as atividades escolares, enquanto os portos de Guerrero foram fechados. Os portos também foram fechados para embarcações menores em Acapulco, Huatulco, Puerto Ángel e Puerto Escondido . Um total de 118 instalações de atendimento médico de emergência e 215 abrigos temporários com capacidade para até 27.735 pessoas foram estabelecidas em toda Oaxaca. Catorze abrigos foram abertos em San Pedro Pochutla, e 203 abrigos foram criados em Puerto Escondido; restaurantes e praias da cidade também foram fechados.
Na noite de 29 de maio, chuvas intensas atingiram Acapulco, bloqueando estradas e acumulando detritos marinhos nas praias. Um homem ficou preso em um esgoto e foi resgatado pelos bombeiros e pela Cruz Vermelha . De acordo com um comunicado do governador Alejandro Murat, 9 pessoas foram mortas pela tempestade em Oaxaca e outras 6 pessoas estão desaparecidas. Todas essas mortes foram causadas por inundações na cidade de Sierra Madre del Sur, com algumas pessoas arrastadas por rios transbordantes ou soterradas por deslizamentos de terra. As regiões costeiras também foram fortemente impactadas. Pontes desabaram nas vias que levam a San Pedro Pochutla e Huatulco. Quedas de energia afetaram 46.563 pessoas em Oaxaca e outras 23.519 na vizinha Veracruz, segundo a Comissão Federal de Eletricidade. A extensão dos danos em Oaxaca levou o governador Murat a solicitar declarações de emergência para 26 municípios do estado.